# Phế liệu

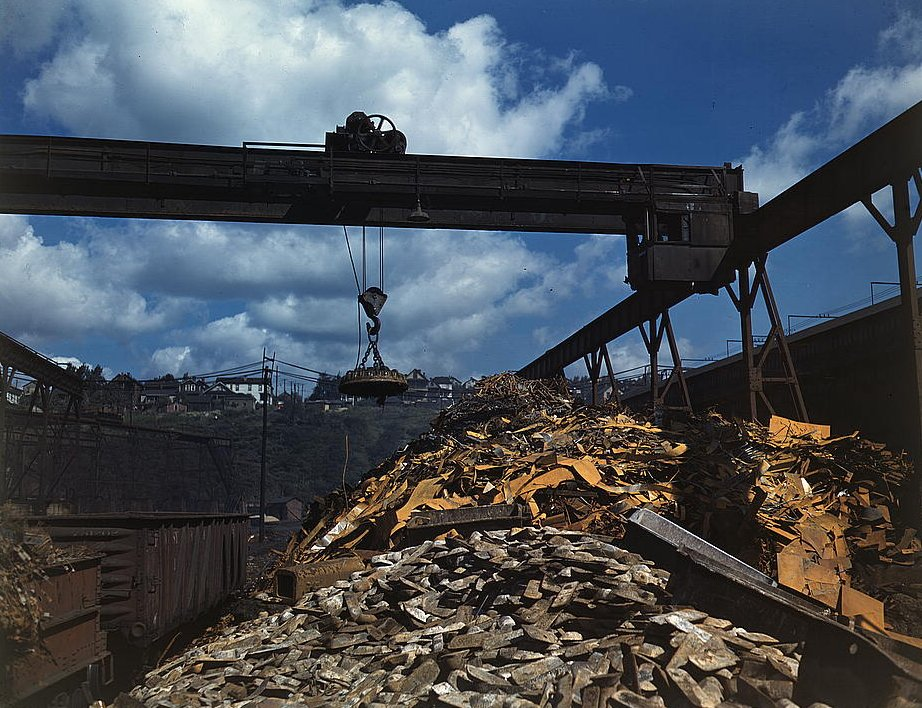
Các đống phế liệu thu được cho chiến tranh thế giới thứ II, khoảng năm 1941

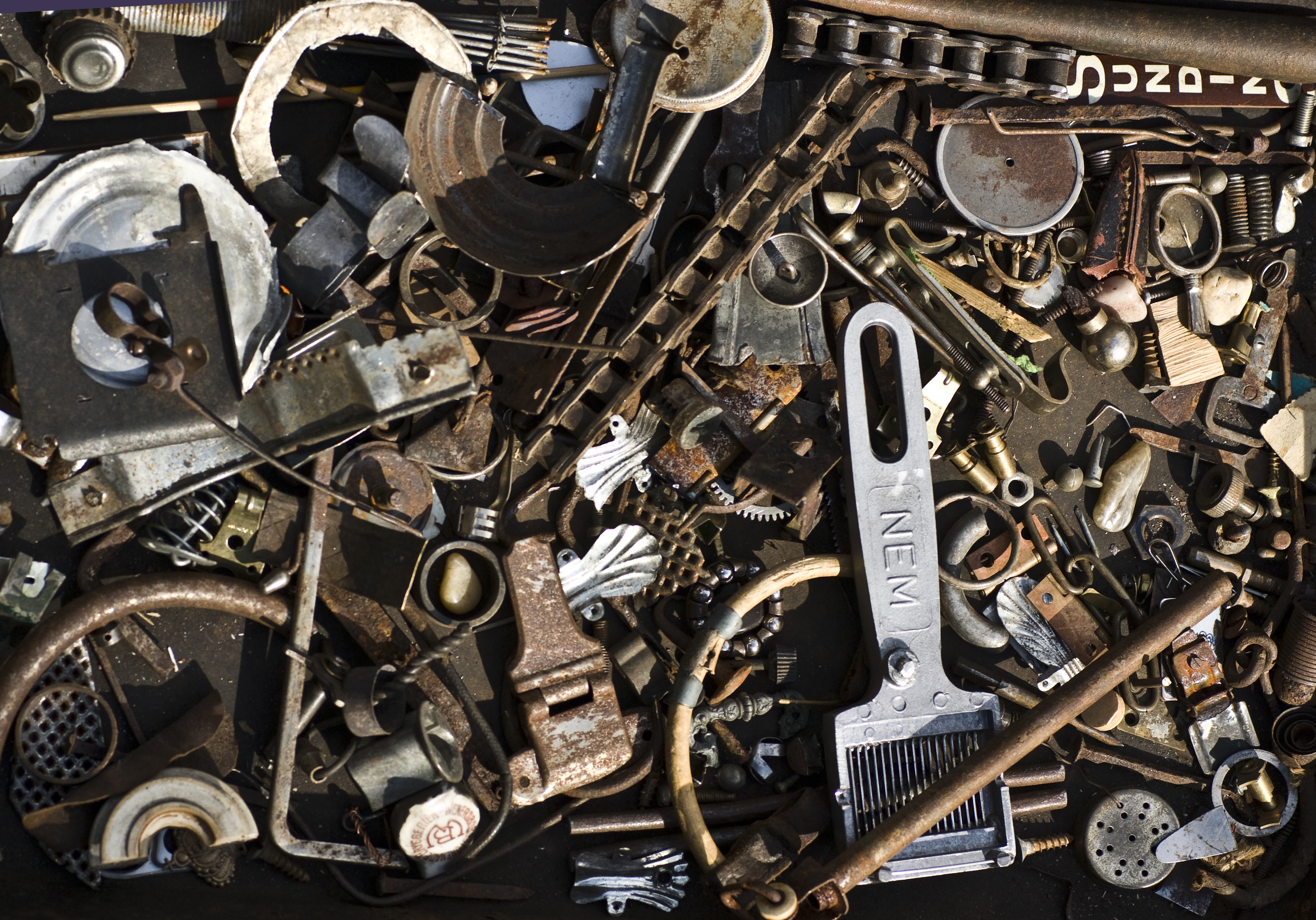
Tập hợp các mặt hàng phế liệu thừa

Phế liệu hay còn gọi là đồng nát hoặc ve chai hay chai bao là sản phẩm, vật liệu bị loại ra từ quá trình sản xuất hoặc tiêu dùng được thu hồi để tái chế, dùng làm nguyên liệu sản xuất theo khái niệm lĩnh vực khoa học pháp lý được viết trong Luật Bảo vệ Môi trường 2005 đã định nghĩa tại Điều 3 khoản 13.

## Từ nguyên
Ve chai bắt nguồn từ cách đọc trại từ tiếng Trung tiếng Trung: 废柴 (phế sài, phế trại)/ Fèi chái của những người Hoa kiều lập nghiệp trên đất Chợ Lớn. Từ này có nghĩa tiếng Việt là "gỗ phế liệu" (gỗ/củi loại ra), tiếng Anh là "scrap wood".

## Phân biệt với chất thải
Phế liệu và chất thải đều là những vật chất hữu hình được sinh ra trong quá trình sản xuất, sinh hoạt. Nhưng khác ở chỗ vật chất khi trở thành phế liệu thì có thể thu mua phế liệu để sử dụng mục đích khác hoặc tái chế sử dụng lại. Còn phế thải là vật chất không còn giá trị sử dụng nữa và có thể gây nguy hại cho con người và sức khỏe.

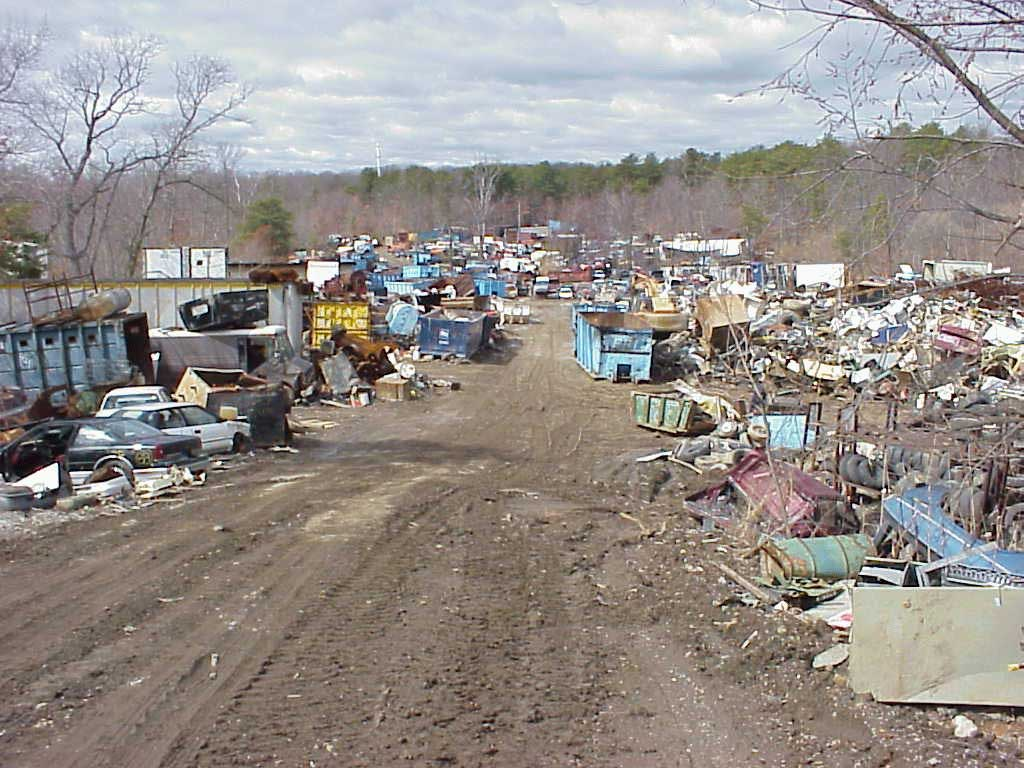
Sự "tổ chức hỗn loạn" của một bãi tập kết phế liệu (scrapyard)

## Lợi ích của tái chế

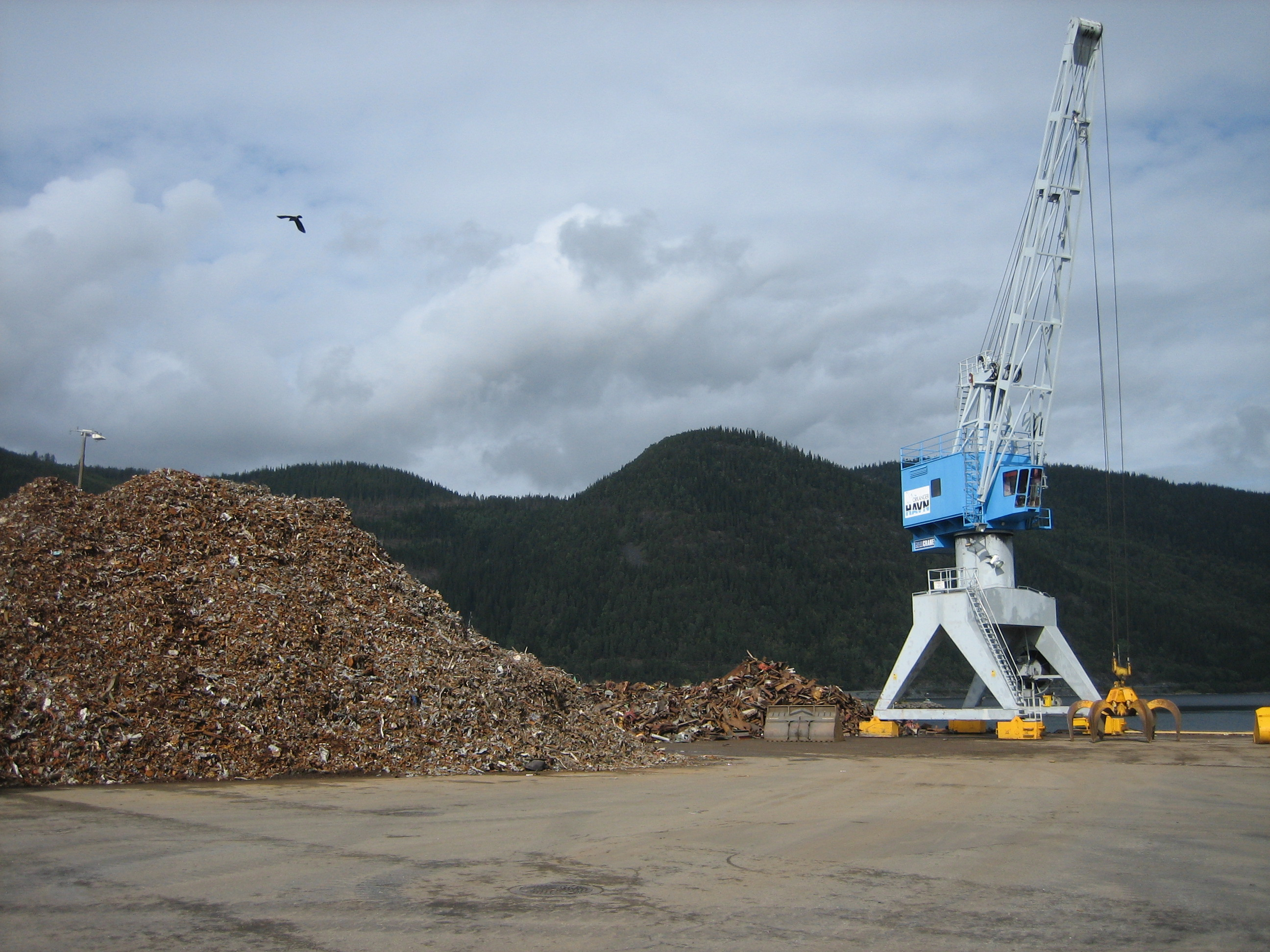
Đống phế vụn ở Na Uy

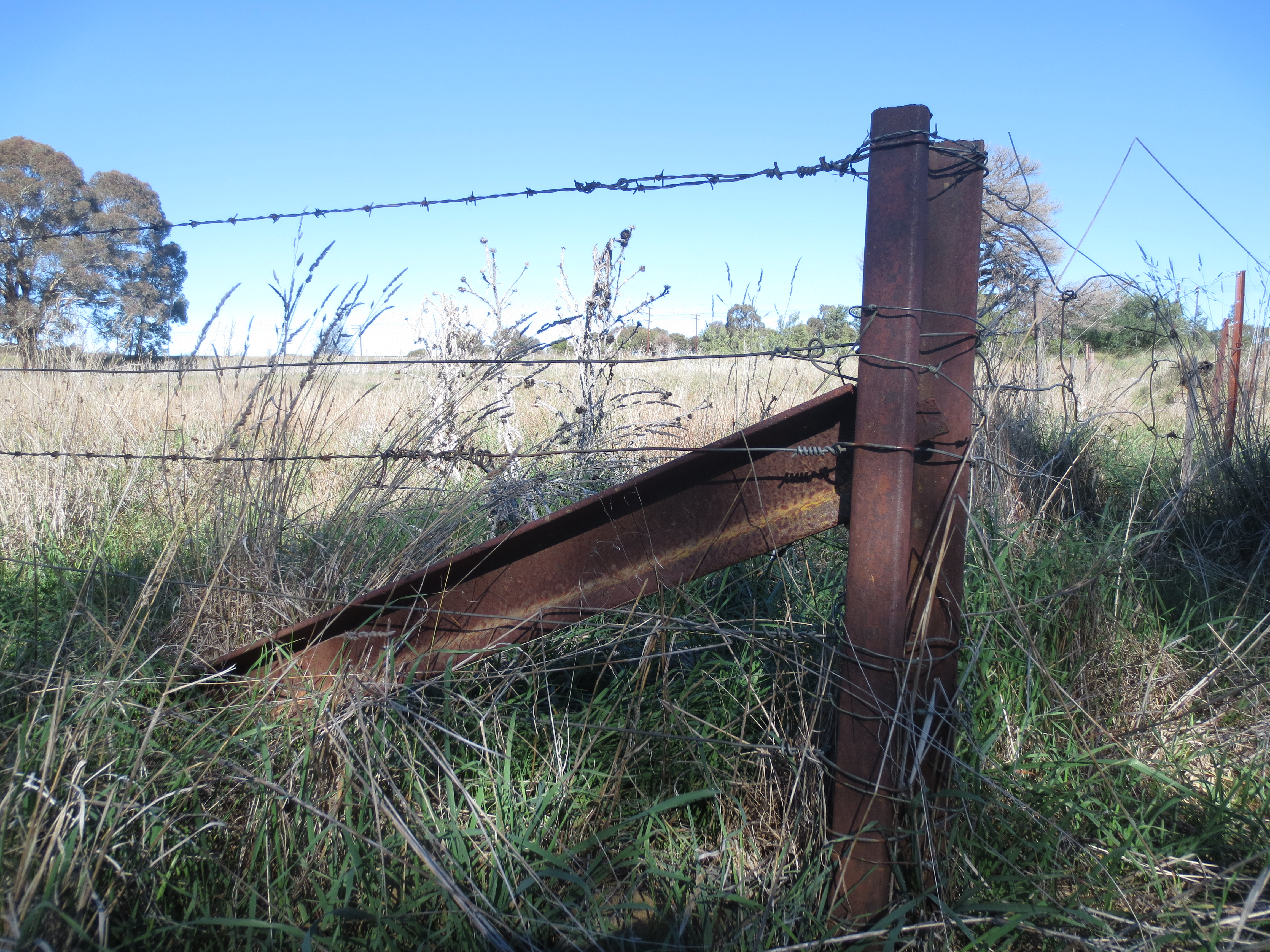
Đường ray phế liệu được thay thế như là hàng rào trang trại

Theo nghiên cứu của Cơ quan Bảo vệ Môi trường Mỹ (EPA hoặc USEPA), tái chế kim loại phế liệu khá có lợi cho môi trường. Sử dụng phế liệu tái chế thay cho quặng sắt nguyên chất có thể mang lại:
- Tiết kiệm 75% năng lượng
- Tiết kiệm 90% các nguyên vật liệu (raw materials) được sử dụng
- Giảm 86% ô nhiễm không khí
- Giảm 40% việc sử dụng nước
- Giảm 76% ô nhiễm nước
- Giảm 97% chất thải mỏ quặng (mining wastes)

Mỗi tấn thép mới được làm từ thép phế liệu tiết kiệm:
- 1,115 kg quặng sắt (iron ore)
- 625 kg than (coal)
- 53 kg đá vôi (limestone)

Tiết kiệm năng lượng từ các kim loại khác bao gồm:
- Nhôm (aluminium) tiết kiệm 95% năng lượng
- Đồng (copper) tiết kiệm 85% năng lượng
- Chì (lead) tiết kiệm 65% năng lượng
- Kẽm (zinc) tiết kiệm 60% năng lượng